# Kargasok
Kargasok es una ciudad perteneciente al Óblast de Tomsk, situada en la región de occidental de Siberia, Rusia.
Kargasok se encuentra en la confluencia entre los ríos Parabel y Obi, a 427 km de Tomsk, la capital administrativa del Óblast del mismo nombre. Constituye el centro administrativo de la región de Kargasoksky, la mayor del Óblast Su población aproximada es de 8.500 habitantes.
La economía de Kargasok se basa en la extracción de gas y petróleo, y de la región de Kargasoksky se extrae el 60% de la producción de petróleo y el 100% de la producción de gas del Óblast.